# Lasconotus laqueatus
Lasconotus laqueatus är en skalbaggsart som beskrevs av Leconte 1866. Lasconotus laqueatus ingår i släktet Lasconotus och familjen barkbaggar. Inga underarter finns listade i Catalogue of Life.